# Kroatisch voetbalelftal in 2015
Het Kroatisch voetbalelftal speelde tot op heden acht interlands in het jaar 2015. De selectie staat onder leiding van de Kroaat Ante Čačić, de opvolger van Niko Kovač. Op de in 1993 geïntroduceerde FIFA-wereldranglijst steeg Kroatië in 2015 van de 19de (januari 2015) naar de 18de plaats (december 2015).

## Balans
| Wedstrijden | Wedstrijden | Wedstrijden | Wedstrijden | Doelpunten | Doelpunten | Doelpunten |
| Gespeeld    | Winst       | Gelijk      | Verlies     | Voor       | Tegen      | Saldo      |
| ----------- | ----------- | ----------- | ----------- | ---------- | ---------- | ---------- |
| 8           | 5           | 2           | 1           | 17         | 5          | +12        |

## Interlands
|                                                                     | |       |                      |                                                                                   |
| 28 maart EK-kwalificatie Groep H № 263 «onderlinge duels» 18:00 uur | Kroatië                                                                                            | 5 – 1 | Noorwegen            | Maksimirstadion, Zagreb Toeschouwers: 23.920 Scheidsrechter: Carlos Velasco (ESP) |
| 28 maart EK-kwalificatie Groep H № 263 «onderlinge duels» 18:00 uur | Marcelo Brozović 30' Ivan Perišić 54' Ivica Olić 65' Gordon Schildenfeld 87' Danijel Pranjić 90+3' |       | 81' Alexander Tettey | Maksimirstadion, Zagreb Toeschouwers: 23.920 Scheidsrechter: Carlos Velasco (ESP) |

|                                                             |                                                                                   |       |           |                                                                              |
| 7 juni Vriendschappelijk № 264 «onderlinge duels» 18:00 uur | Kroatië                                                                           | 4 – 0 | Gibraltar | Varteksstadion, Varaždin Toeschouwers: 7.737 Scheidsrechter: Matej Jug (SLO) |
| 7 juni Vriendschappelijk № 264 «onderlinge duels» 18:00 uur | Anas Sharbini 7' Mateo Kovačić 15' Mario Mandžukić 53' (pen.) Andrej Kramarić 77' |       |           | Varteksstadion, Varaždin Toeschouwers: 7.737 Scheidsrechter: Matej Jug (SLO) |

|                                                                    |                     |       |                             | |
| 12 juni EK-kwalificatie Groep H № 265 «onderlinge duels» 20:45 uur | Kroatië             | 1 – 1 | Italië                      | Poljudstadion, Split Toeschouwers: 0 (gesloten voor publiek) Scheidsrechter: Martin Atkinson (ENG) |
| 12 juni EK-kwalificatie Groep H № 265 «onderlinge duels» 20:45 uur | Mario Mandžukić 11' |       | 36' (pen.) Antonio Candreva | Poljudstadion, Split Toeschouwers: 0 (gesloten voor publiek) Scheidsrechter: Martin Atkinson (ENG) |

|                                                                        |              |       |         |                                                                             |
| 3 september EK-kwalificatie Groep H № 266 «onderlinge duels» 18:00 uur | Azerbeidzjan | 0 – 0 | Kroatië | Bakcell Arena, Bakoe Toeschouwers: 9.500 Scheidsrechter: Ruddy Buquet (FRA) |
| 3 september EK-kwalificatie Groep H № 266 «onderlinge duels» 18:00 uur |              |       |         | Bakcell Arena, Bakoe Toeschouwers: 9.500 Scheidsrechter: Ruddy Buquet (FRA) |

|                                                                        |                                              |       |         |                                                                                |
| 6 september EK-kwalificatie Groep H № 267 «onderlinge duels» 18:00 uur | Noorwegen                                    | 2 – 0 | Kroatië | Ullevaalstadion, Oslo Toeschouwers: 26.751 Scheidsrechter: Viktor Kassai (HUN) |
| 6 september EK-kwalificatie Groep H № 267 «onderlinge duels» 18:00 uur | Jo Inge Berget 51' Vedran Ćorluka 69' (e.d.) |       |         | Ullevaalstadion, Oslo Toeschouwers: 26.751 Scheidsrechter: Viktor Kassai (HUN) |

|                                                                       |                                                     |       |           |                                                                                 |
| 10 oktober EK-kwalificatie Groep H № 268 «onderlinge duels» 20:45 uur | Kroatië                                             | 3 – 0 | Bulgarije | Maksimirstadion, Zagreb Toeschouwers: 0 Scheidsrechter: Artur Soares Dias (POR) |
| 10 oktober EK-kwalificatie Groep H № 268 «onderlinge duels» 20:45 uur | Ivan Perišić 2' Ivan Rakitić 42' Nikola Kalinić 81' |       |           | Maksimirstadion, Zagreb Toeschouwers: 0 Scheidsrechter: Artur Soares Dias (POR) |

|                                                                       |       |                  |         |                                                                  |
| 13 oktober EK-kwalificatie Groep H № 269 «onderlinge duels» 20:45 uur | Malta | 0 – 1            | Kroatië | Ta' Qalistadion, Ta' Qali Scheidsrechter: Mark Clattenburg (ENG) |
| 13 oktober EK-kwalificatie Groep H № 269 «onderlinge duels» 20:45 uur |       | 25' Ivan Perišić |         | Ta' Qalistadion, Ta' Qali Scheidsrechter: Mark Clattenburg (ENG) |

|                                                                          |                   |       |                                                             |                                                                 |
| 17 november Vriendschappelijk № 270 «onderlinge duels» 17:00 uur (UTC+1) | Rusland           | 1 – 3 | Kroatië                                                     | Olimp-2, Rostov aan de Don Scheidsrechter: Clément Turpin (FRA) |
| 17 november Vriendschappelijk № 270 «onderlinge duels» 17:00 uur (UTC+1) | Fjodor Smolov 14' |       | 57' Nikola Kalinić 59' Marcelo Brozović 83' Mario Mandžukić | Olimp-2, Rostov aan de Don Scheidsrechter: Clément Turpin (FRA) |

## FIFA-wereldranglijst
| JAN | FEB | MAA | APR | MEI | JUN | JUL | AUG | SEP | OKT | NOV | DEC |
| --- | --- | --- | --- | --- | --- | --- | --- | --- | --- | --- | --- |
| 19  | 19  | 19  | 17  | 17  | 18  | 14  | 13  | 14  | 16  | 19  | 18  |

## Statistieken
| Danijel Subašić     | 1984-08-27 | AS Monaco             | 7 | 0 | 0 | 18  | 0  |
| Lovre Kalinić       | 1993-04-03 | HNK Hajduk Split      | 1 | 0 | 0 | 2   | 0  |
| Ivan Vargić         | 1987-03-15 | HNK Rijeka            | 0 | 1 | 0 | 2   | 0  |
| Verdediging         |            |                       |   |   |   |     |    |
| Darijo Srna         | 1982-05-01 | FK Sjachtar Donetsk   | 6 | 0 | 0 | 127 | 21 |
| Vedran Ćorluka      | 1986-02-05 | Lokomotiv Moskou      | 5 | 0 | 0 | 85  | 4  |
| Danijel Pranjić     | 1981-12-02 | Panathinaikos FC      | 3 | 0 | 1 | 58  | 1  |
| Domagoj Vida        | 1989-04-29 | FC Dynamo Kiev        | 7 | 0 | 0 | 34  | 1  |
| Dejan Lovren        | 1989-07-05 | Liverpool FC          | 0 | 0 | 0 | 30  | 2  |
| Gordon Schildenfeld | 1985-03-18 | GNK Dinamo Zagreb     | 1 | 1 | 1 | 23  | 1  |
| Šime Vrsaljko       | 1992-01-10 | US Sassuolo           | 3 | 2 | 0 | 15  | 0  |
| Tin Jedvaj          | 1995-11-28 | Bayer 04 Leverkusen   | 1 | 0 | 0 | 3   | 0  |
| Marin Leovac        | 1988-08-07 | PAOK Saloniki         | 1 | 1 | 0 | 3   | 0  |
| Marko Lešković      | 1991-04-27 | HNK Rijeka            | 2 | 0 | 0 | 3   | 0  |
| Josip Pivarić       | 1989-01-30 | GNK Dinamo Zagreb     | 3 | 0 | 0 | 5   | 0  |
| Goran Milović       | 1989-01-29 | HNK Hajduk Split      | 0 | 1 | 0 | 1   | 0  |
| Matej Mitrović      | 1993-11-10 | HNK Rijeka            | 0 | 0 | 0 | 1   | 0  |
| Ivan Tomečak        | 1989-12-07 | Dnipro Dnipropetrovsk | 0 | 0 | 0 | 1   | 0  |
| Duje Ćaleta-Car     | 1996-09-17 | Red Bull Salzburg     | 0 | 0 | 0 | 0   | 0  |
| Jozo Šimunović      | 1994-08-04 | Celtic FC             | 0 | 0 | 0 | 0   | 0  |
| Middenveld          |            |                       |   |   |   |     |    |
| Luka Modrić         | 1985-09-09 | Real Madrid CF        | 4 | 0 | 0 | 87  | 10 |
| Ivan Rakitić        | 1988-03-10 | FC Barcelona          | 6 | 0 | 1 | 75  | 10 |
| Mateo Kovačić       | 1994-05-06 | Real Madrid CF        | 4 | 1 | 1 | 24  | 1  |
| Milan Badelj        | 1989-02-25 | ACF Fiorentina        | 4 | 2 | 0 | 17  | 1  |
| Marcelo Brozović    | 1992-11-16 | Internazionale        | 5 | 1 | 2 | 13  | 3  |
| Alen Halilović      | 1996-06-18 | Sporting Gijón        | 0 | 0 | 0 | 7   | 0  |
| Mato Jajalo         | 1988-05-25 | US Palermo            | 0 | 1 | 0 | 2   | 0  |
| Mario Pašalić       | 1995-02-09 | AS Monaco             | 0 | 1 | 0 | 2   | 0  |
| Ivan Močinić        | 1993-04-30 | HNK Rijeka            | 1 | 0 | 0 | 1   | 0  |
| Marko Rog           | 1995-07-19 | GNK Dinamo Zagreb     | 0 | 0 | 0 | 1   | 0  |
| Mijo Caktaš         | 1992-02-08 | HNK Hajduk Split      | 0 | 0 | 0 | 0   | 0  |
| Aanval              |            |                       |   |   |   |     |    |
| Ivica Olić          | 1979-09-14 | Hamburger SV          | 2 | 2 | 1 | 104 | 20 |
| Mario Mandžukić     | 1986-05-21 | Juventus              | 6 | 0 | 3 | 63  | 20 |
| Ivan Perišić        | 1989-02-02 | Internazionale        | 7 | 1 | 3 | 43  | 11 |
| Nikola Kalinić      | 1988-01-05 | ACF Fiorentina        | 3 | 3 | 3 | 26  | 8  |
| Ante Rebić          | 1993-09-21 | ACF Fiorentina        | 0 | 2 | 0 | 10  | 1  |
| Andrej Kramarić     | 1991-06-19 | Leicester City FC     | 0 | 5 | 1 | 9   | 3  |
| Marko Pjaca         | 1995-05-06 | GNK Dinamo Zagreb     | 4 | 0 | 0 | 6   | 0  |
| Anas Sharbini       | 1987-02-21 | HNK Rijeka            | 1 | 0 | 1 | 3   | 2  |
| Mario Šitum         | 1992-04-04 | Spezia Calcio 1906    | 0 | 0 | 0 | 0   | 0  |

## Afbeeldingen

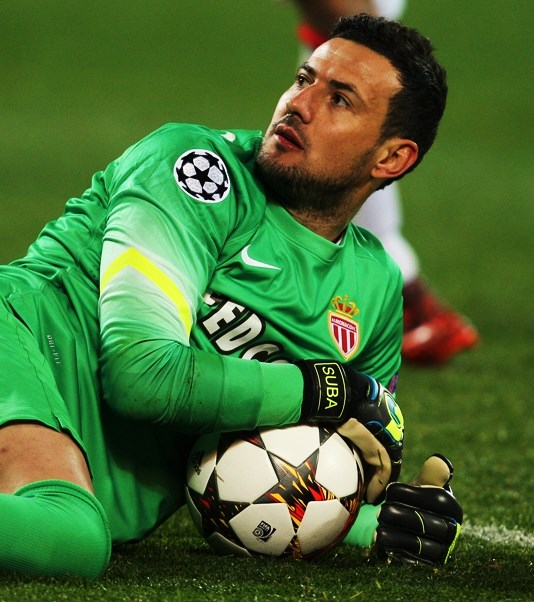
Danijel Subašić (doelman)
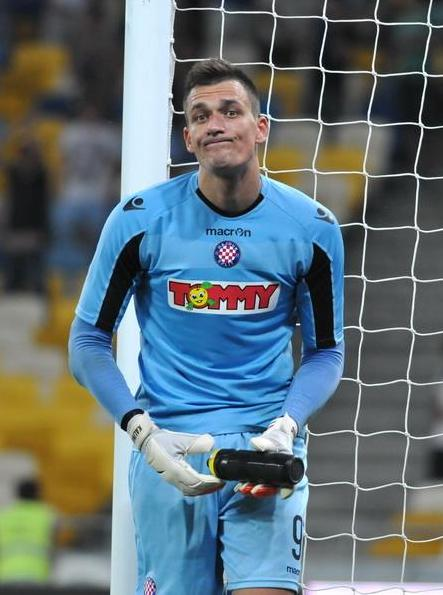
Lovre Kalinić (doelman)
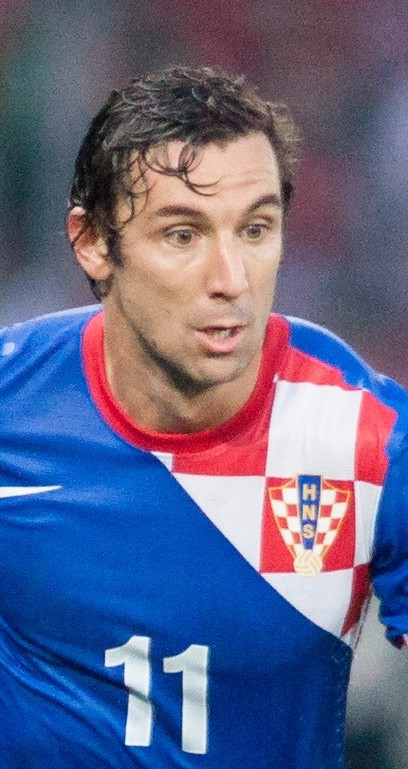
Darijo Srna (verdediger)
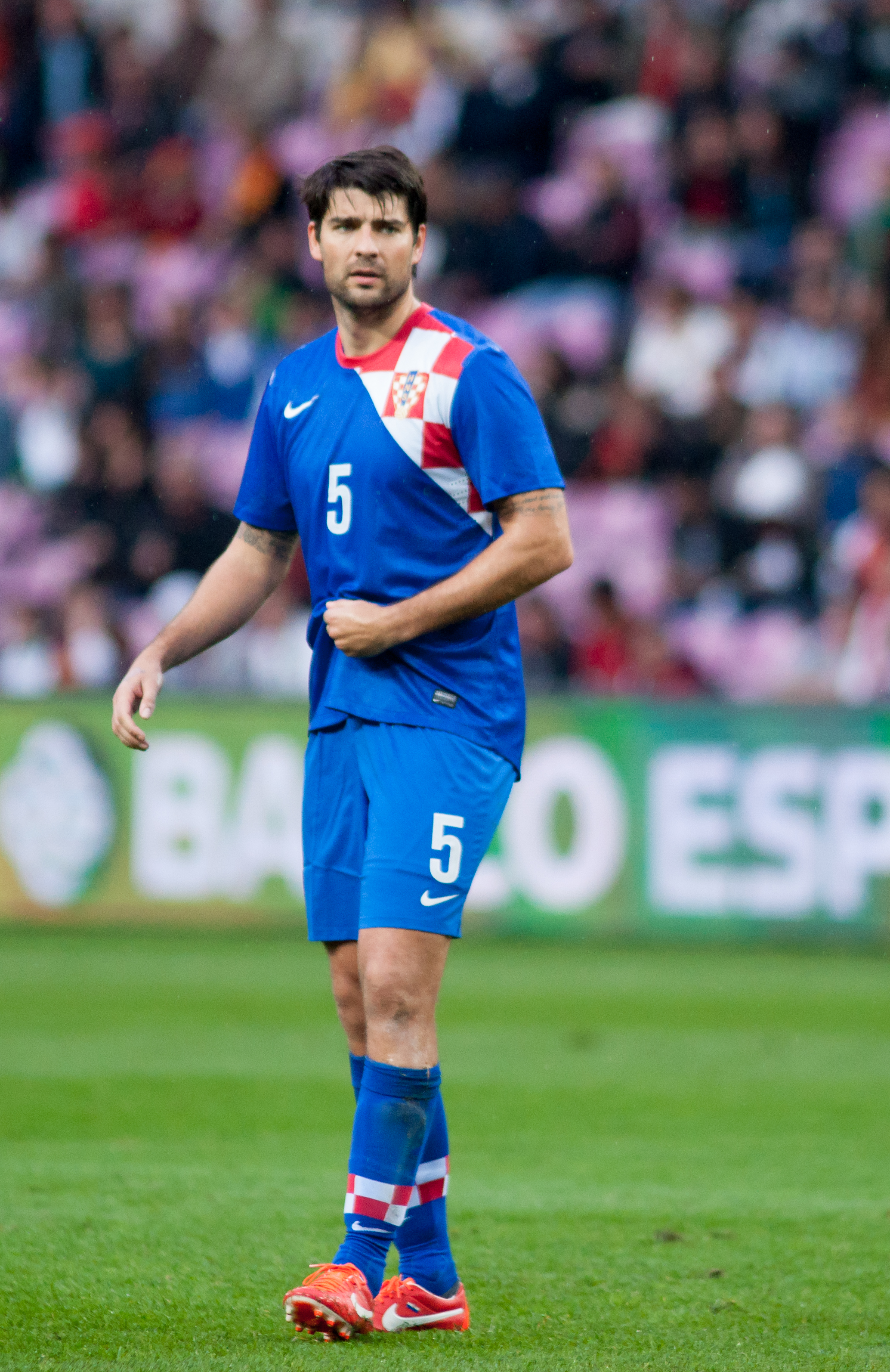
Vedran Ćorluka (verdediger)
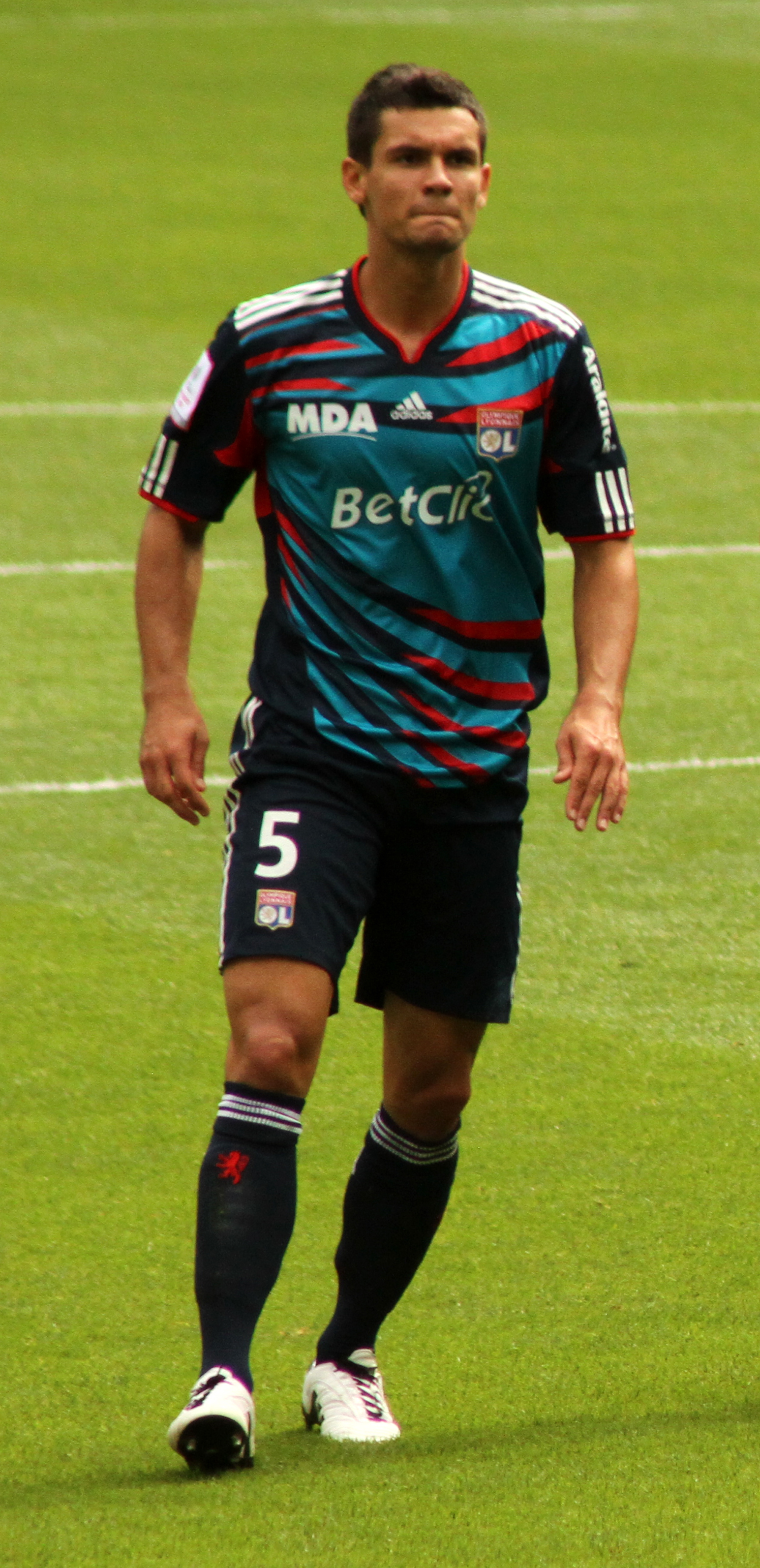
Dejan Lovren (verdediger)
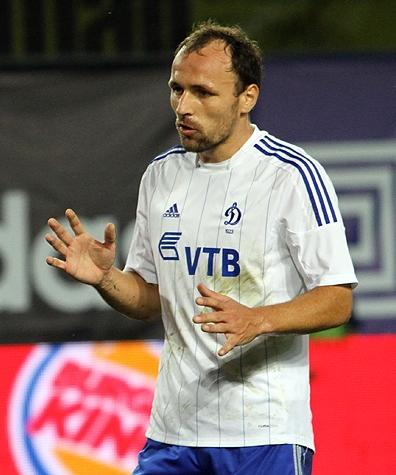
Gordon Schildenfeld (verdediger)
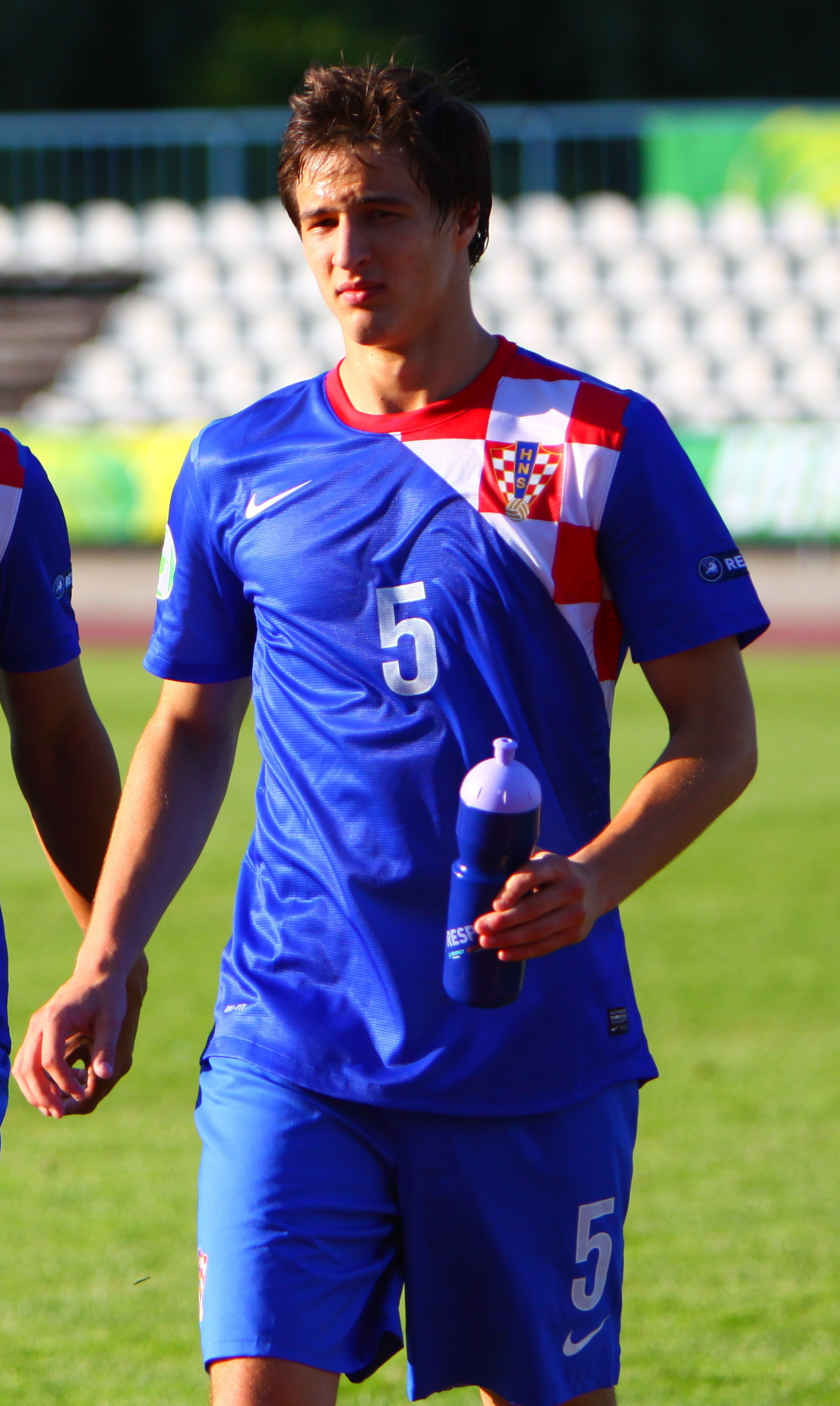
Matej Mitrović (verdediger)
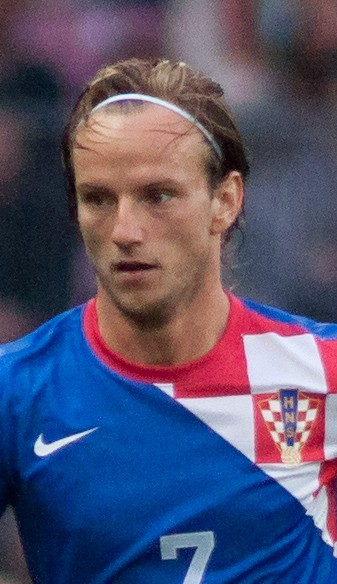
Ivan Rakitić (middenvelder)
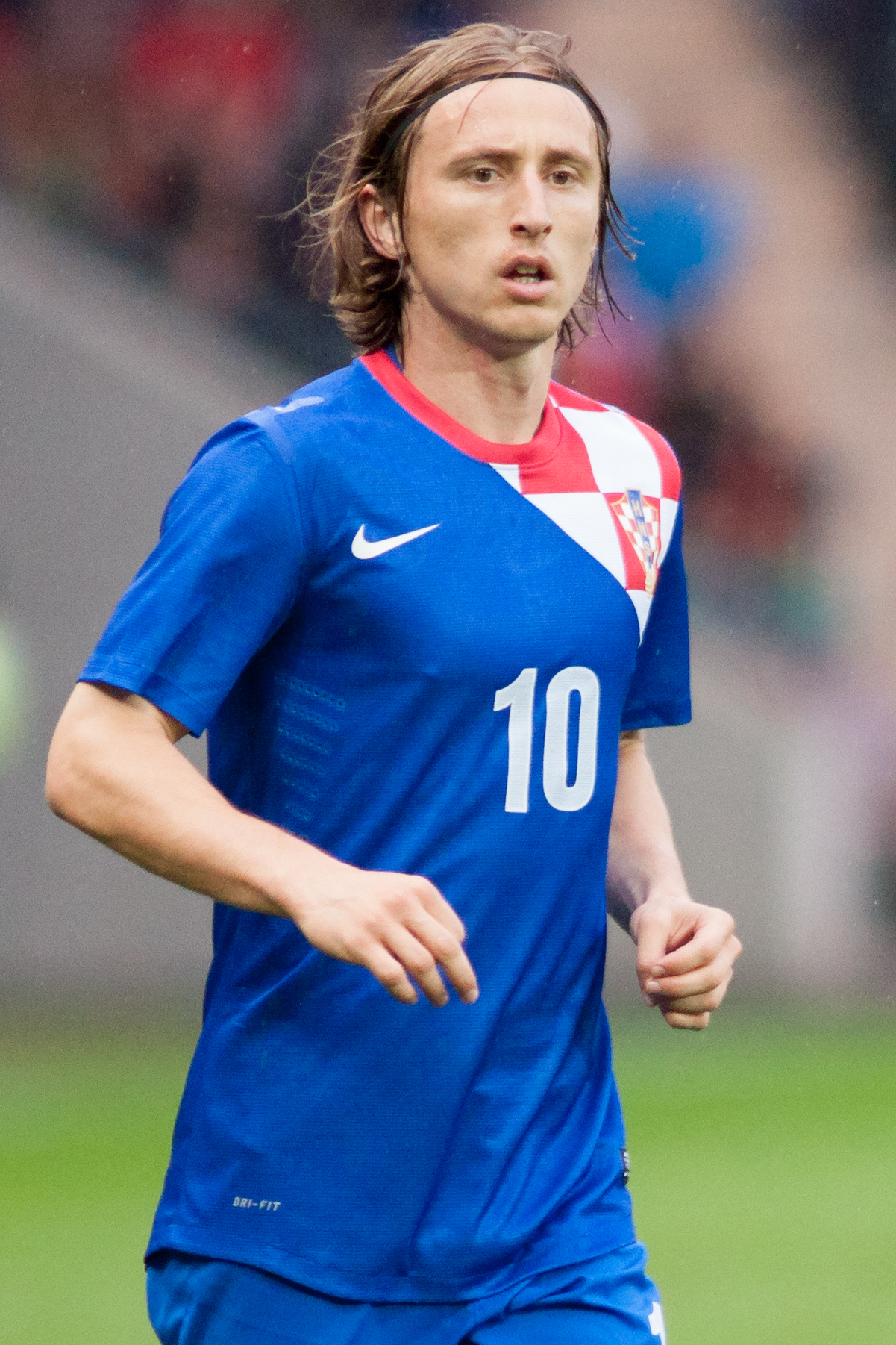
Luka Modrić (middenvelder)
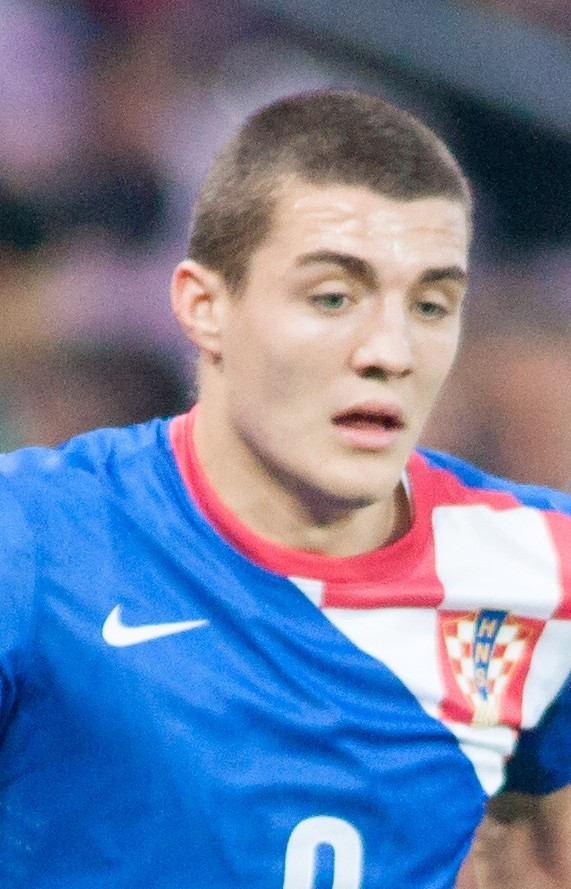
Mateo Kovačić (middenvelder)
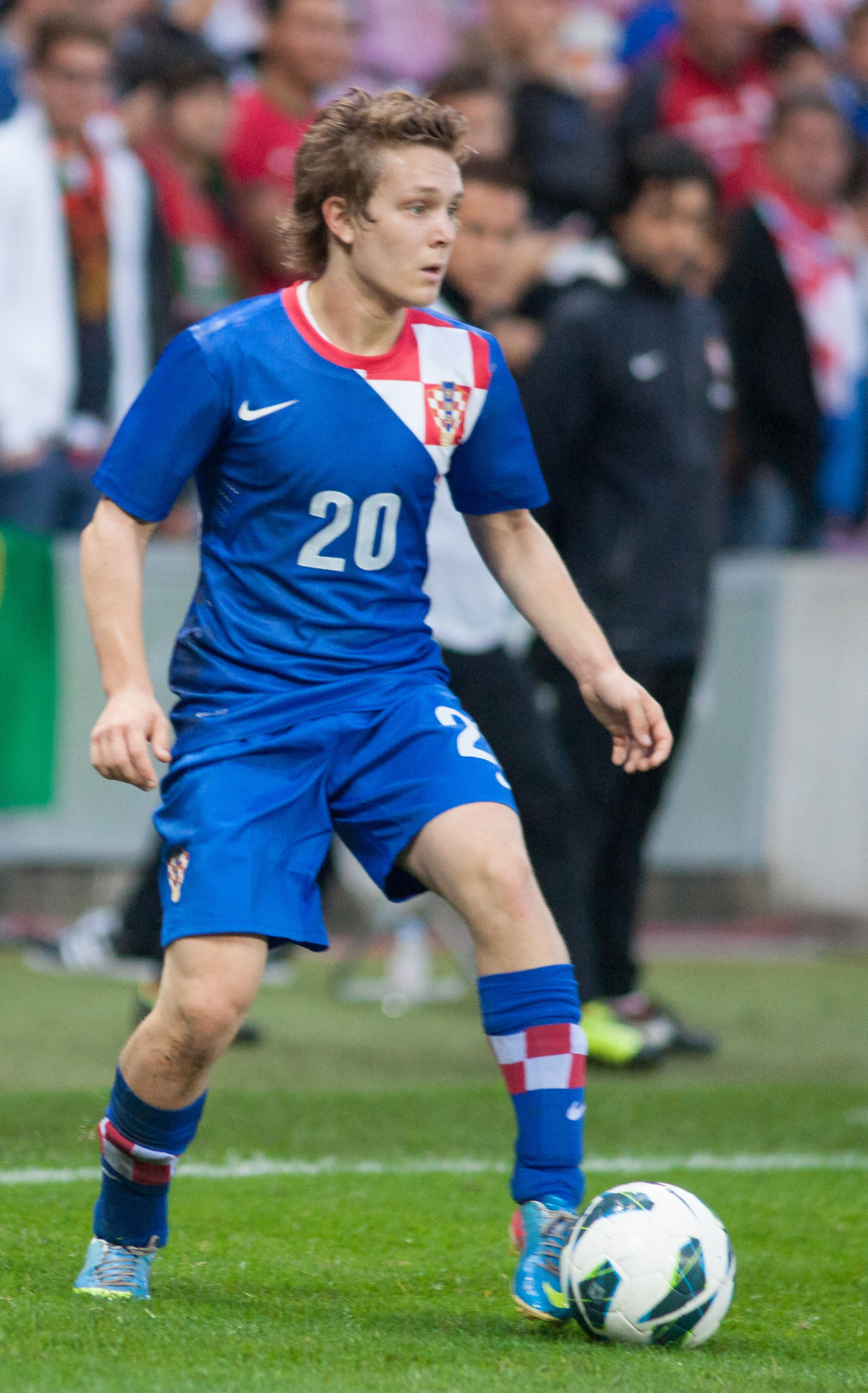
Alen Halilović (middenvelder)
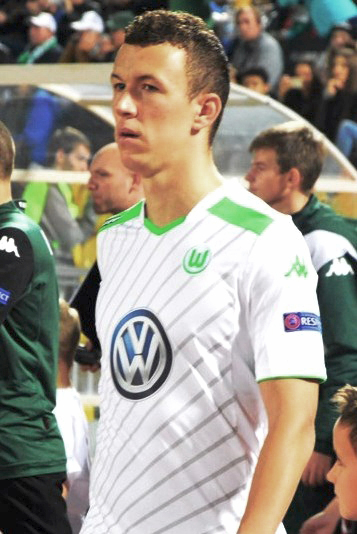
Ivan Perišić (aanvaller)
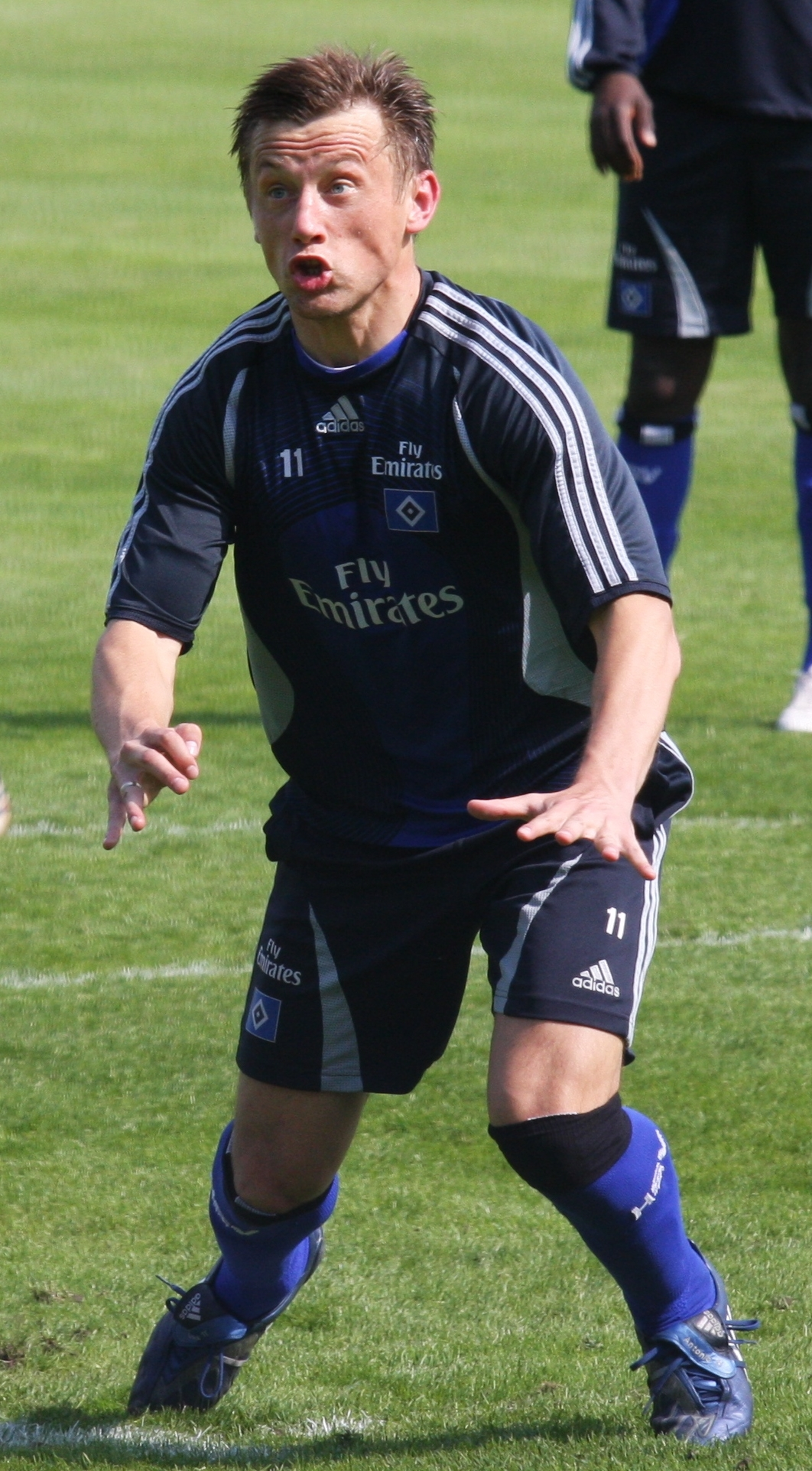
Ivica Olić (aanvaller)
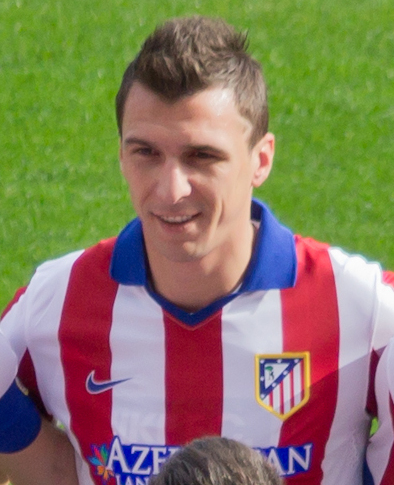
Mario Mandžukić (aanvaller)